# طغراء

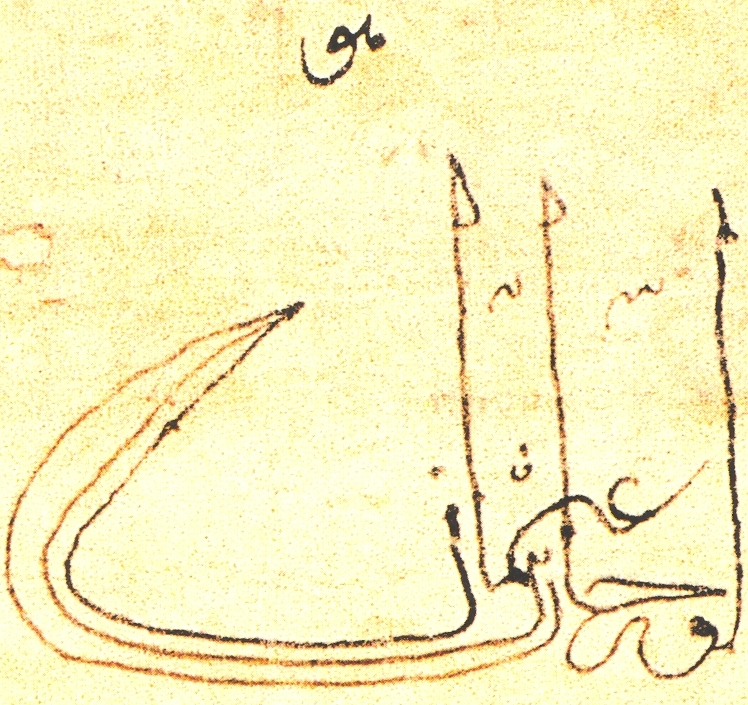
أول طغراء: طغراء السلطان العثماني أورخان غازي.

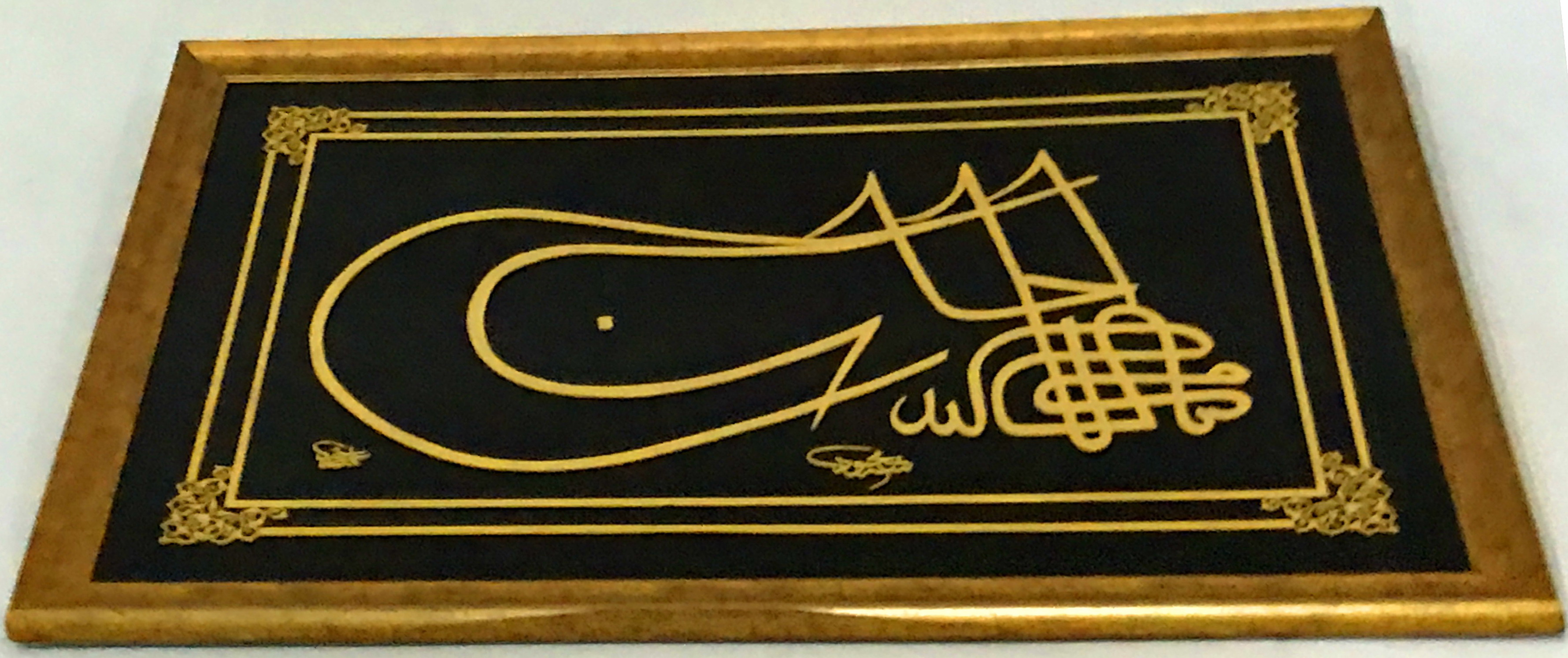
طغراء السلطان محمد الأول العثماني، مُعلقة في لوحة بمدفنه «الضريح الأخضر» بمدينة بورصا التركية.

الطُّغْرَاء (بالتركية العثمانية: طغرا، بالتركية الحديثة: Tuğra) وتكتب طغرة وطغرى وطغرا ويلفظها العامة طرة، وأصلها طورغاني بلغة التتار وتعني العلامة المرسومة على الرسالة. وهذه المسميات تطلق على شارة تحمل اسم سلطان عثماني أو ماينعت به، واستخداماته تعددت منها: علامة سلطانية، توقيع، ختم، وشارة ملكية، قد ترسم في أعلى البراءات والفرمنات السلطانية. لعل أول من استعملها هو السلطان مراد الثالث. وقد جوّد في الطغراء راقم وإسماعيل حقي.

## الخط
والطغراء مزيج بين خطي الديواني والإجازة. وقد تستخدم أيضاً على النقود الإسلامية أو الطوابع البريدية. ولكل حقبة زمنية أسلوب رسم خاص بها، فتتطور نظراً لتغير الأوضاع لكل زمن، وكان لها موظف خاص يعمل في ديوان الدولة يسمى بالطغرائي.

## في العصر الحديث
وللطغراء العديد من الاقتباسات الحديثة، أبرزها توقيعا الرئيس الروسي فلاديمير بوتين وإمبراطور اليابان أكيهيتو بطغراءات حديثة.

## صور

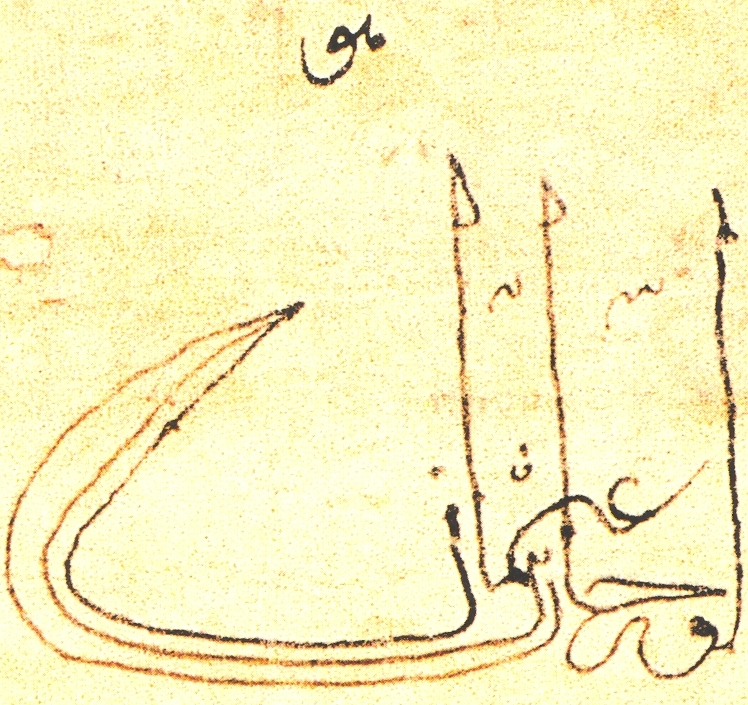
أول طغراء: طغراء السلطان العثماني أورخان غازي.
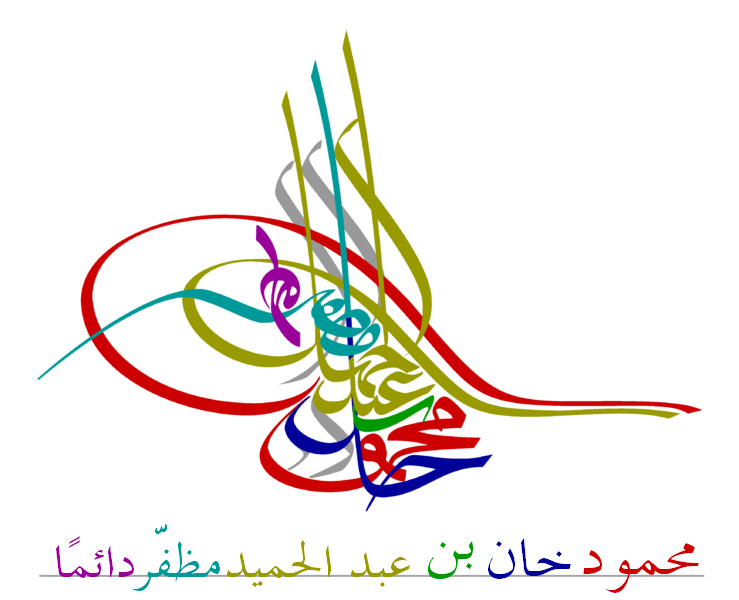
طغراء السلطان العثماني محمود الثاني.
طغراء السلطان العثماني عبد الحميد الثاني.
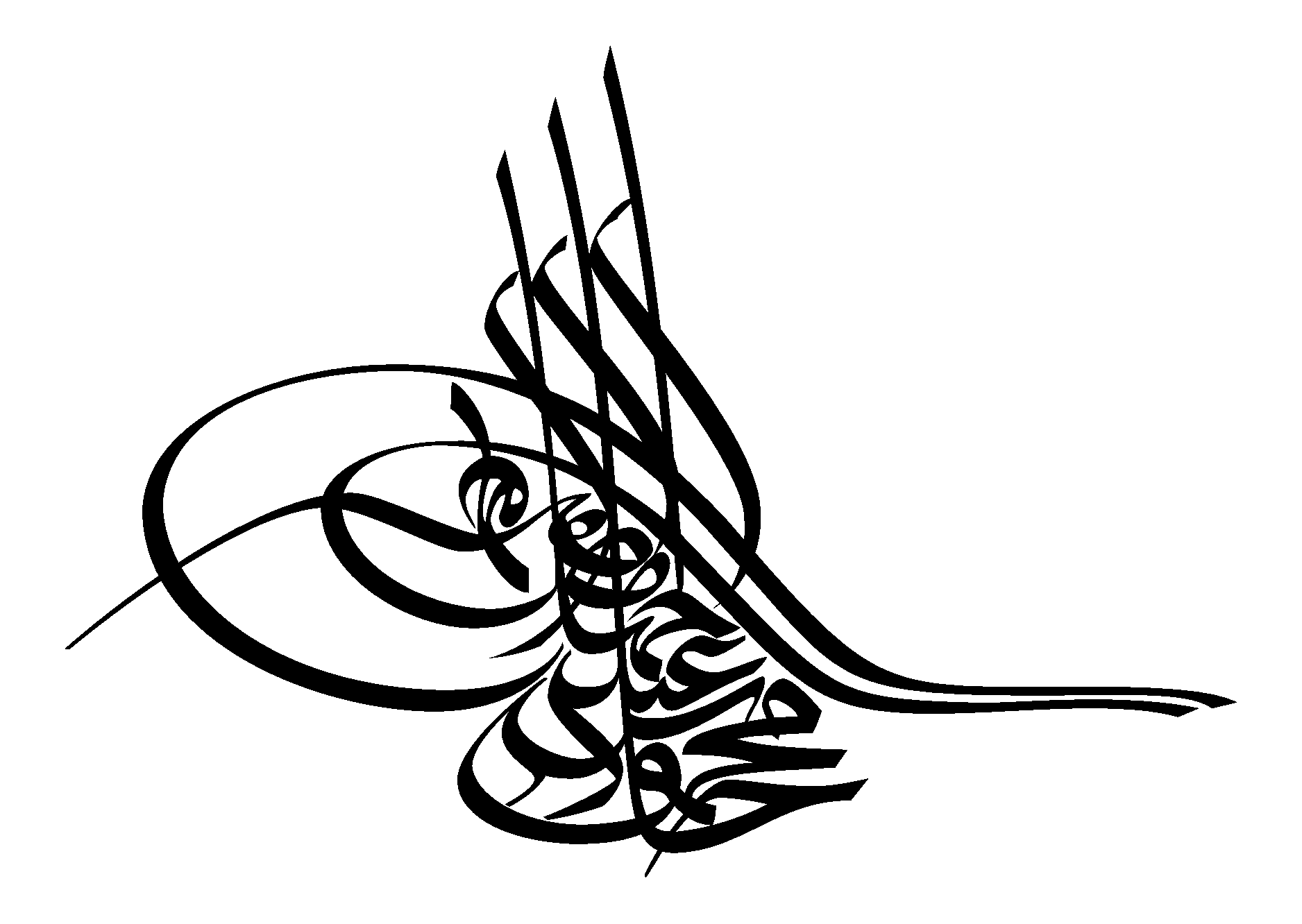
طغراء السلطان العثماني محمود الثاني.
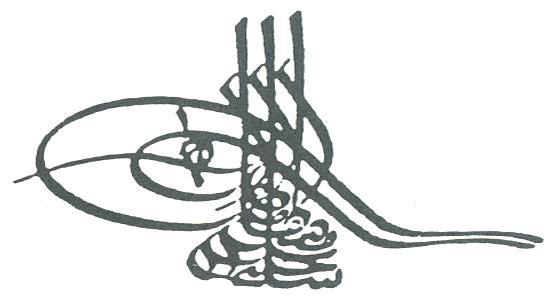
طغراء السلطان العثماني سليم الثالث.
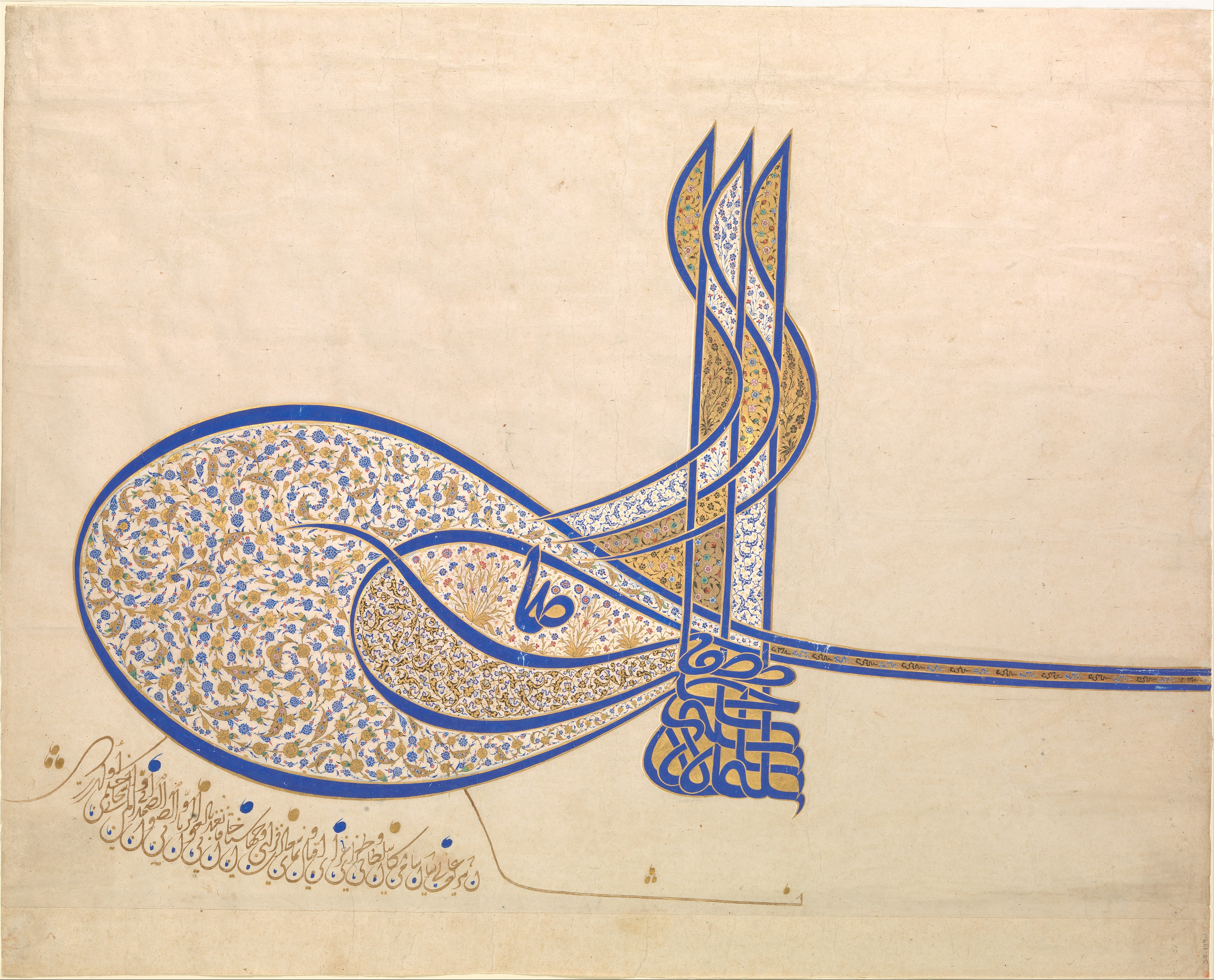
طغراء السلطان العثماني سليمان القانوني.
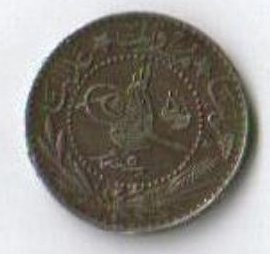
طغراء على عملة عثمانية,
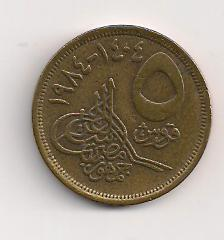
طغراء على العملة المصرية فئة الخمسة قروش الصادرة عام 1984م.
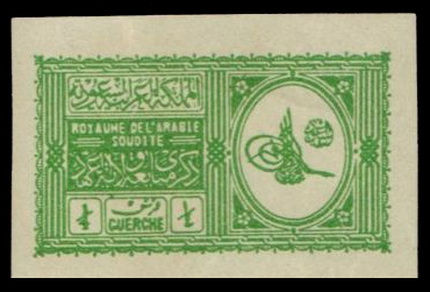
طغراء على طابع بريد من السعودية صدر سنة 1934م.
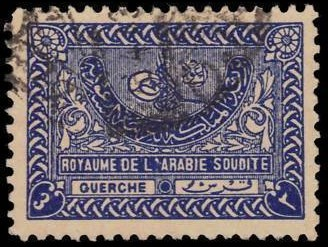
طغراء الملك عبد العزيز آل سعود على طابع بريد صدر سنة 1938م.
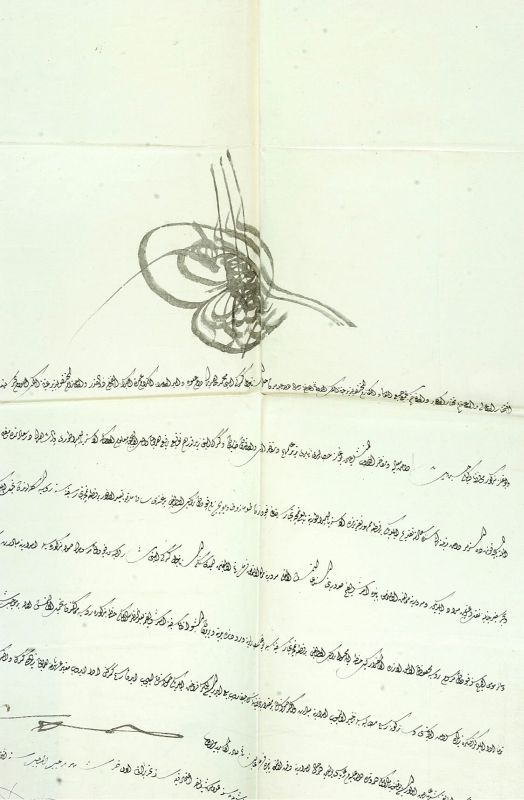
طغراء في خطاب رسمي من جنوب شرق آسيا
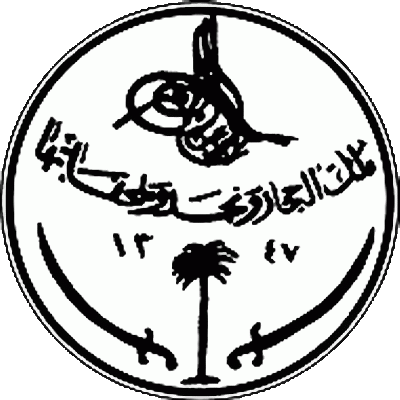
طغراء شعار السعودية قبل 1950م.

## طغراوات السلاطين العثمانيين

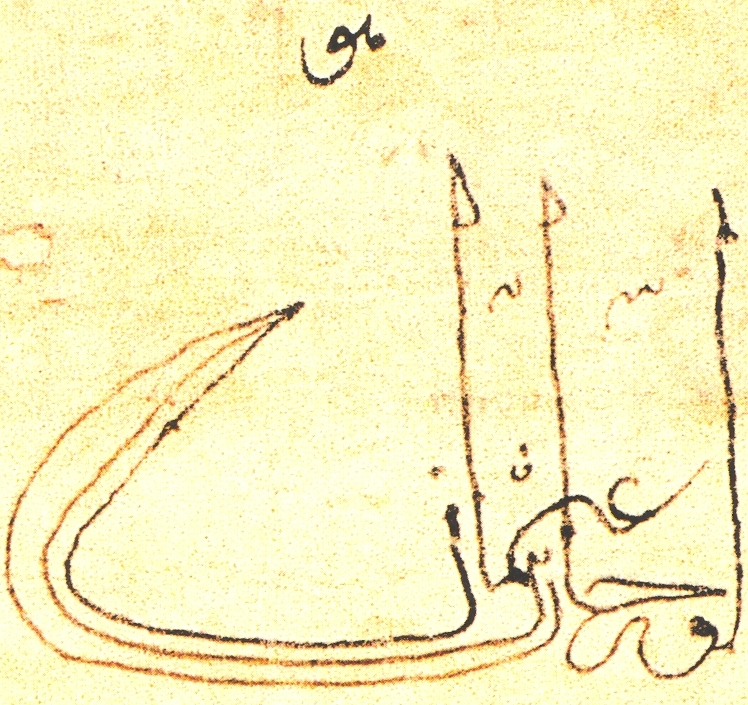
طغراء أورخان غازي (1326)
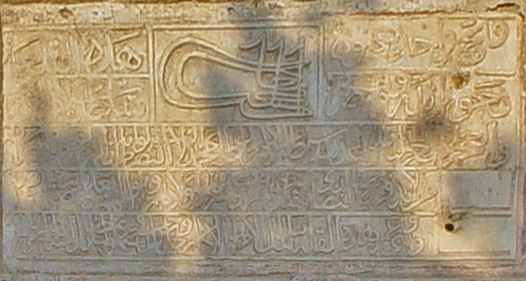
طغراء مراد الثاني في هبتابيرغيون [الإنجليزية] بسالونيك (1431)
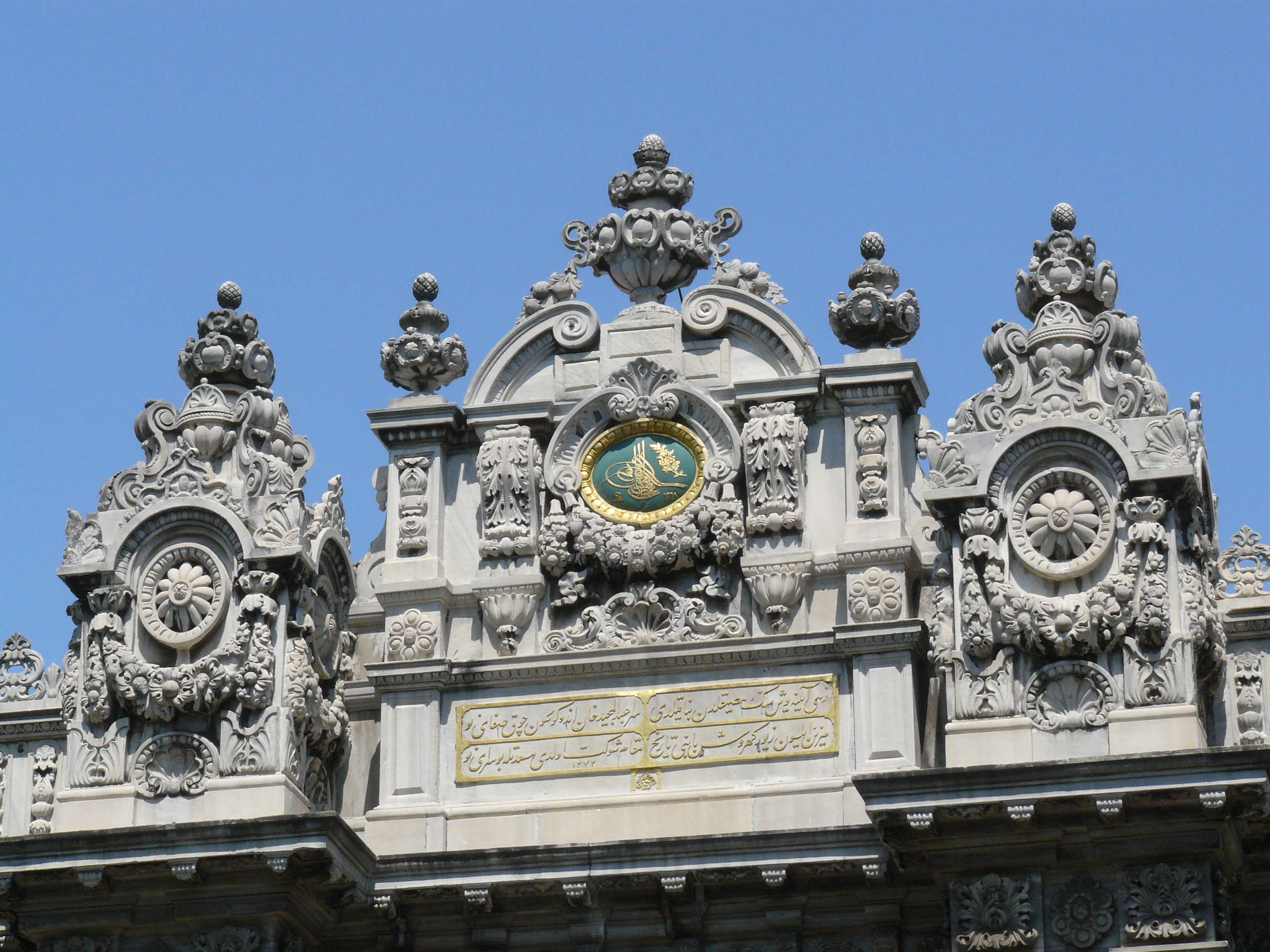
طغراء في قصر طولمة باغجة.
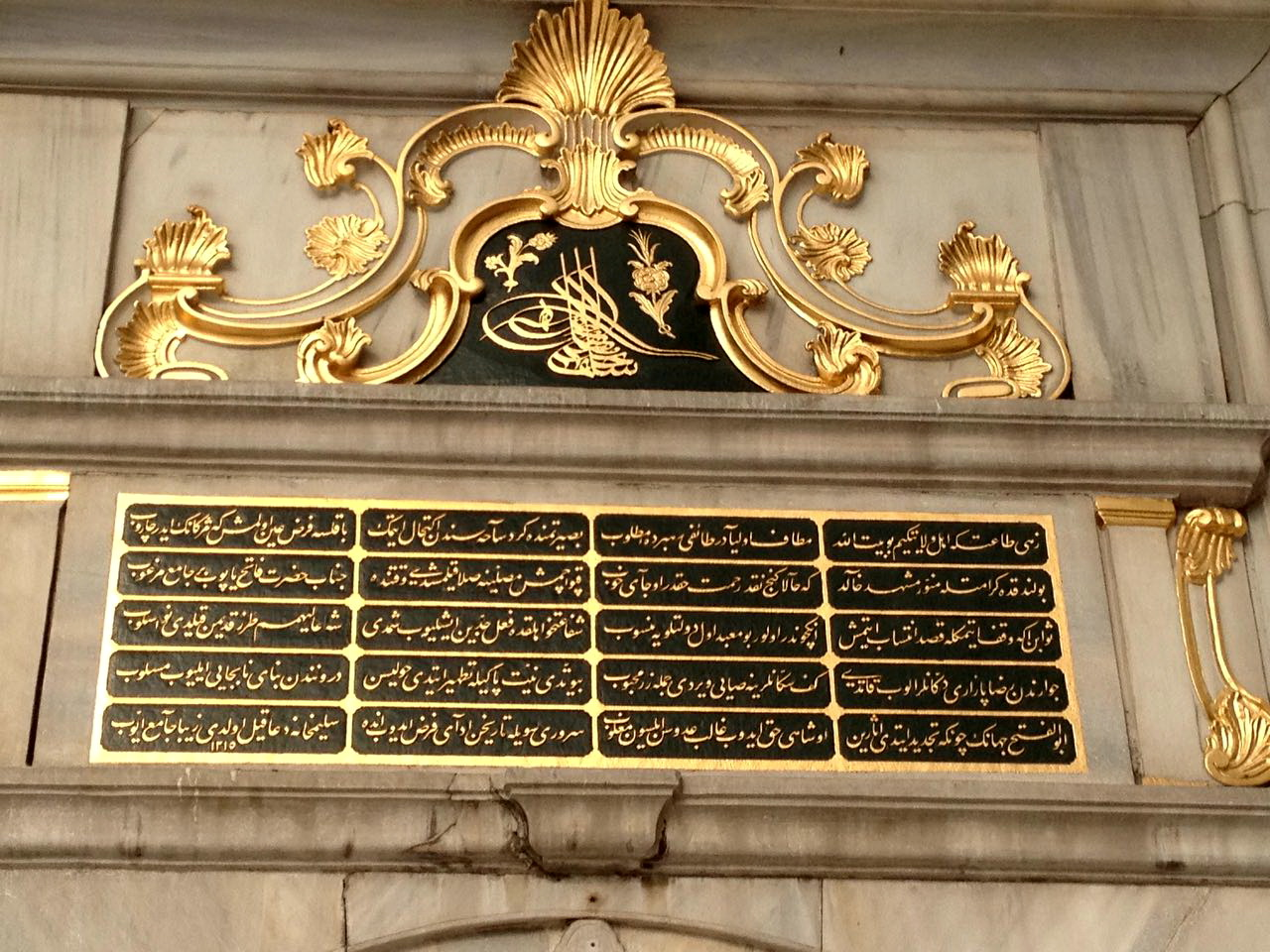
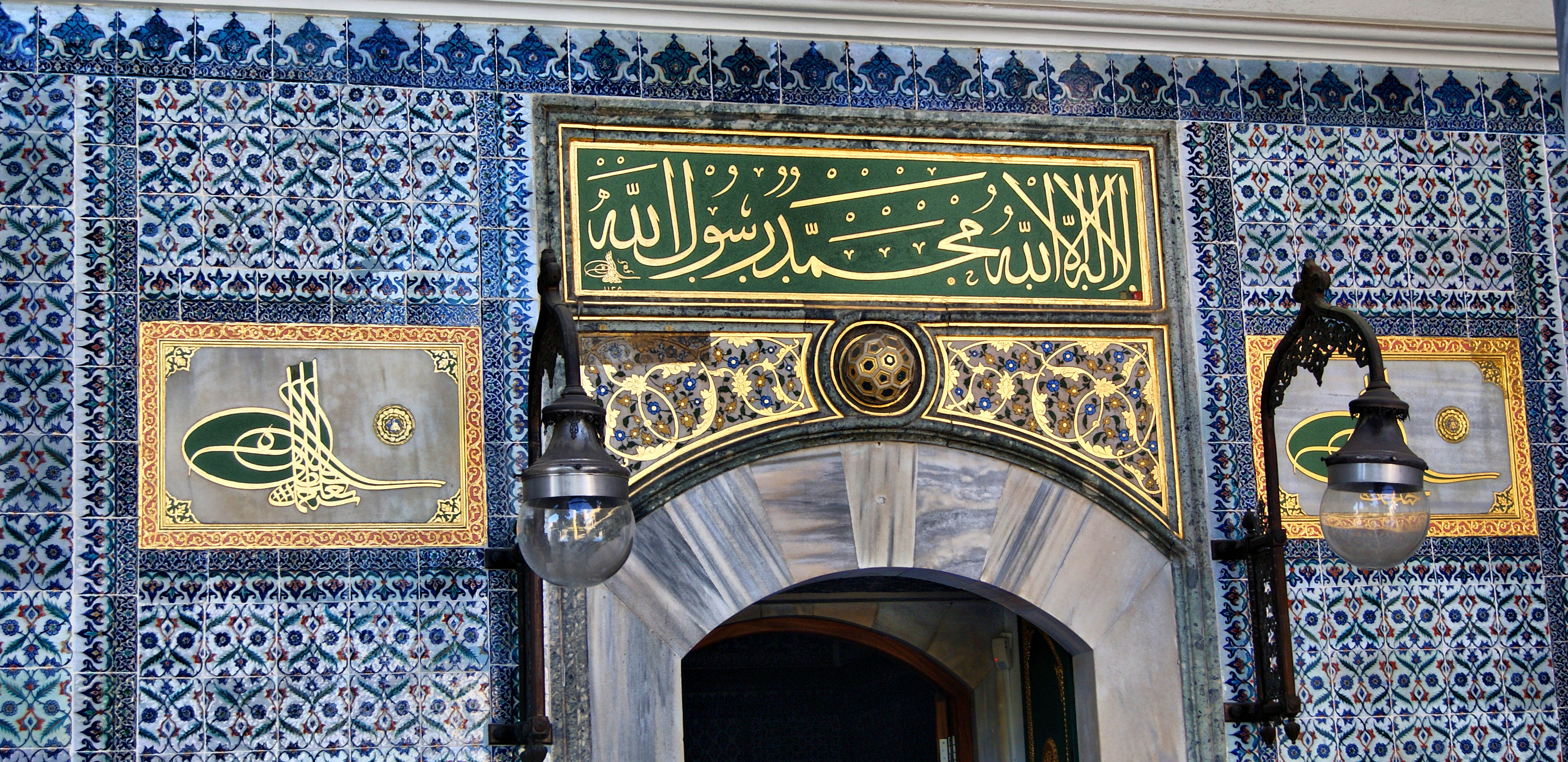
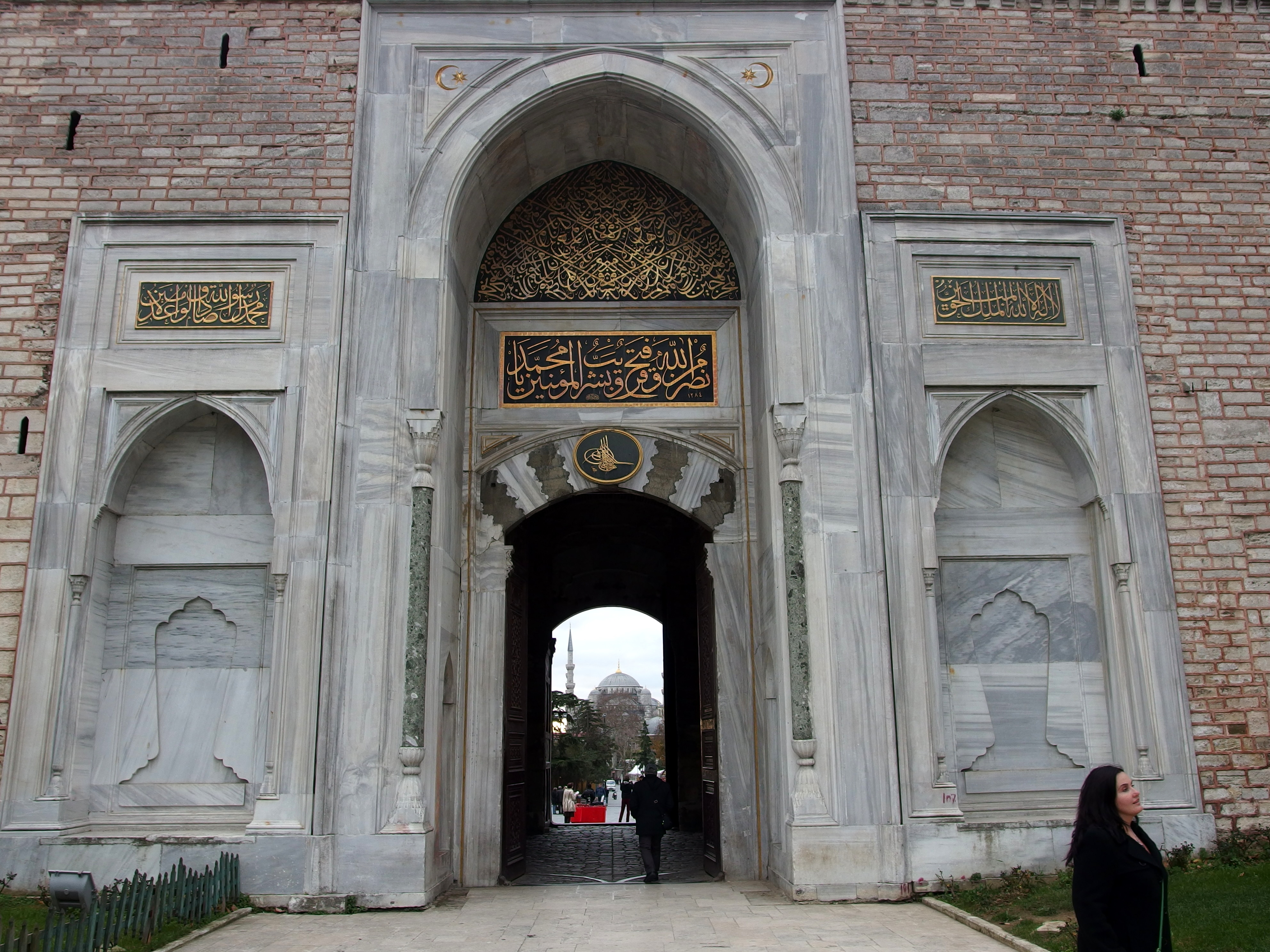
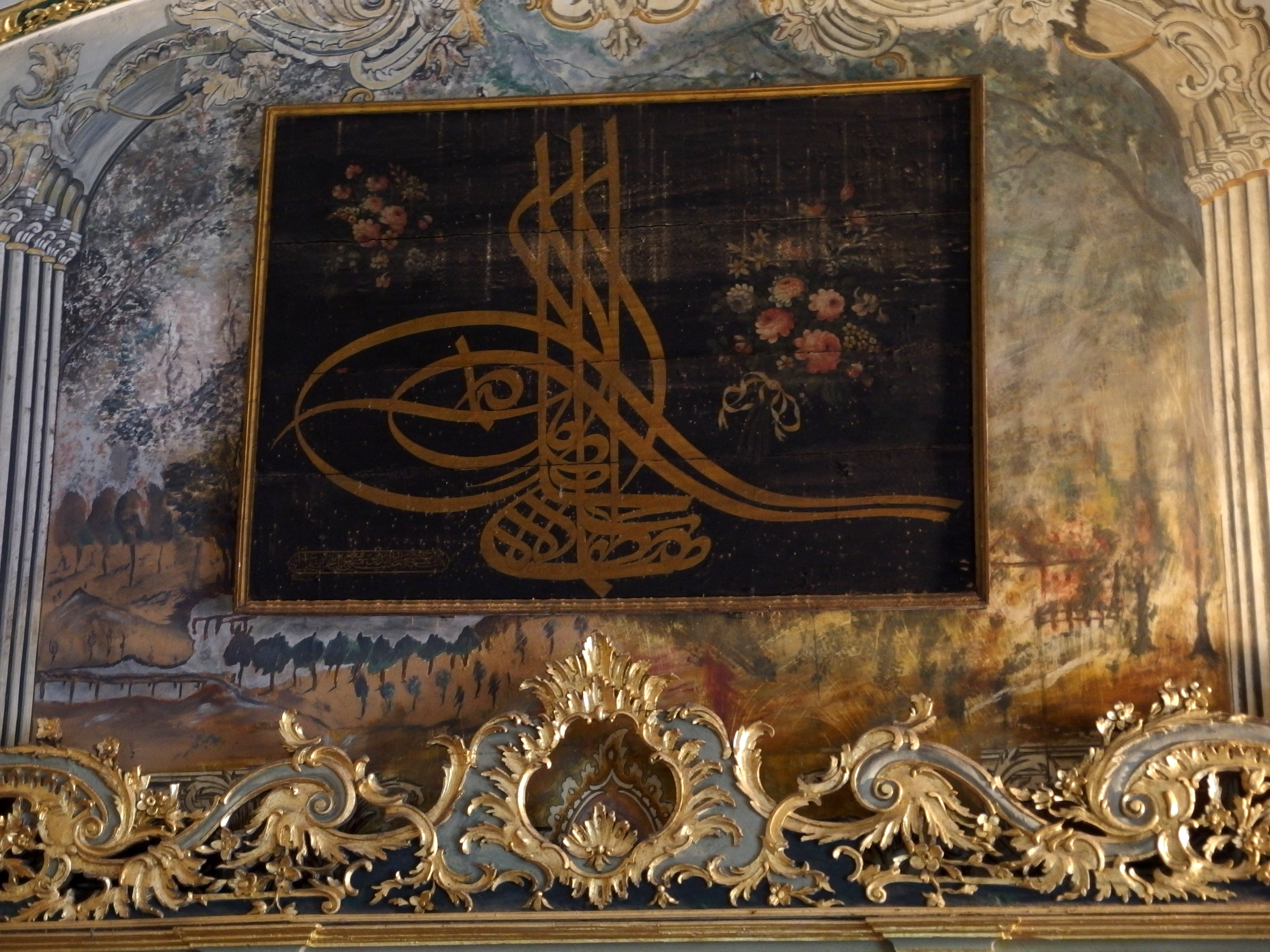
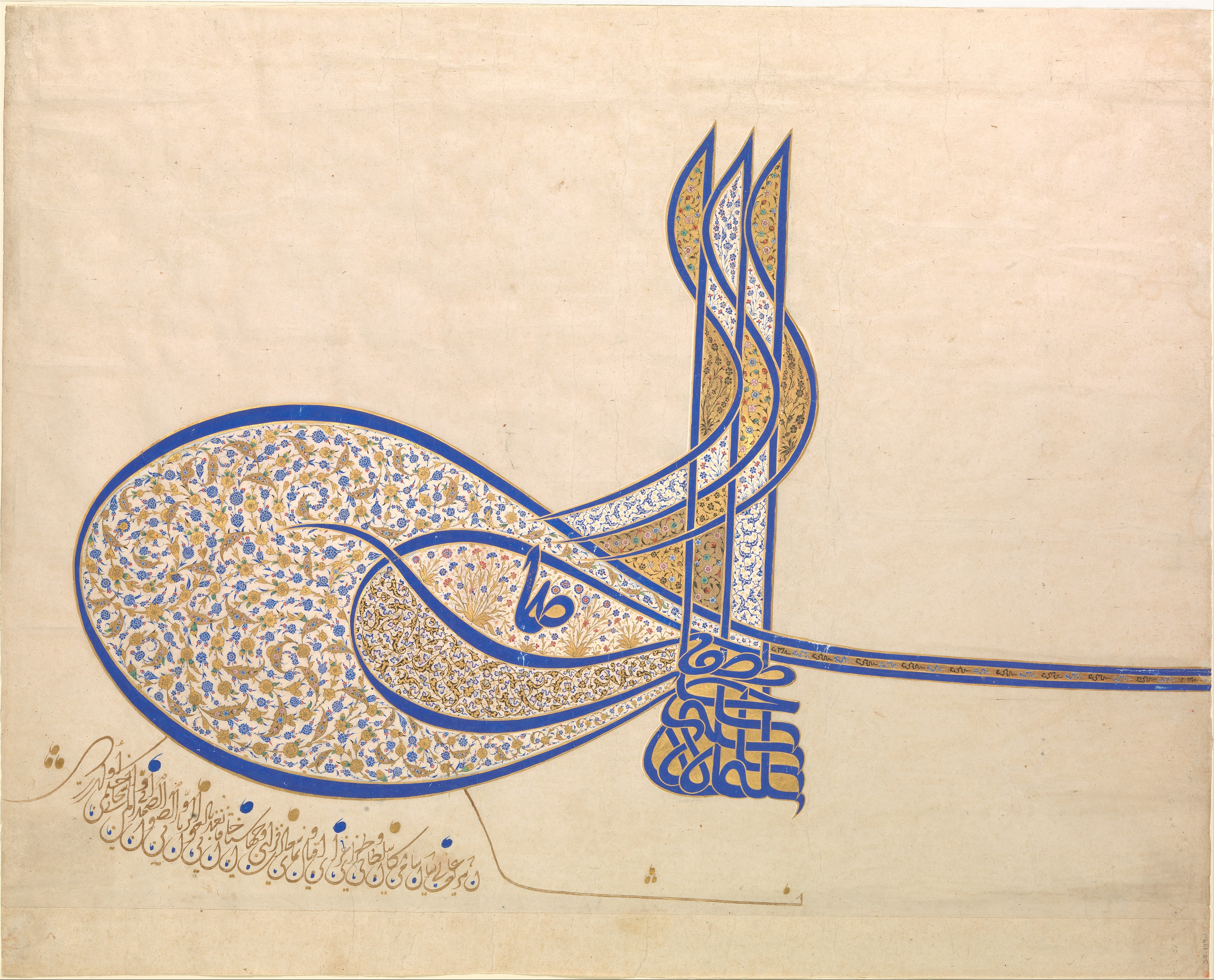
طغراء سليمان القانوني المزينة (1520)
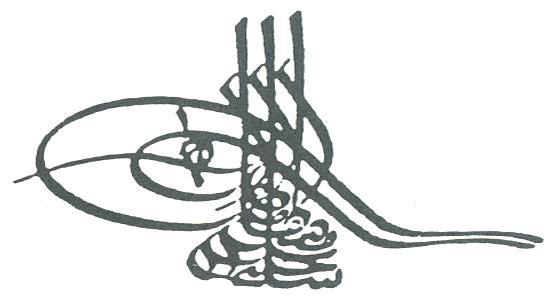
طغراء سليم الثالث (1789)
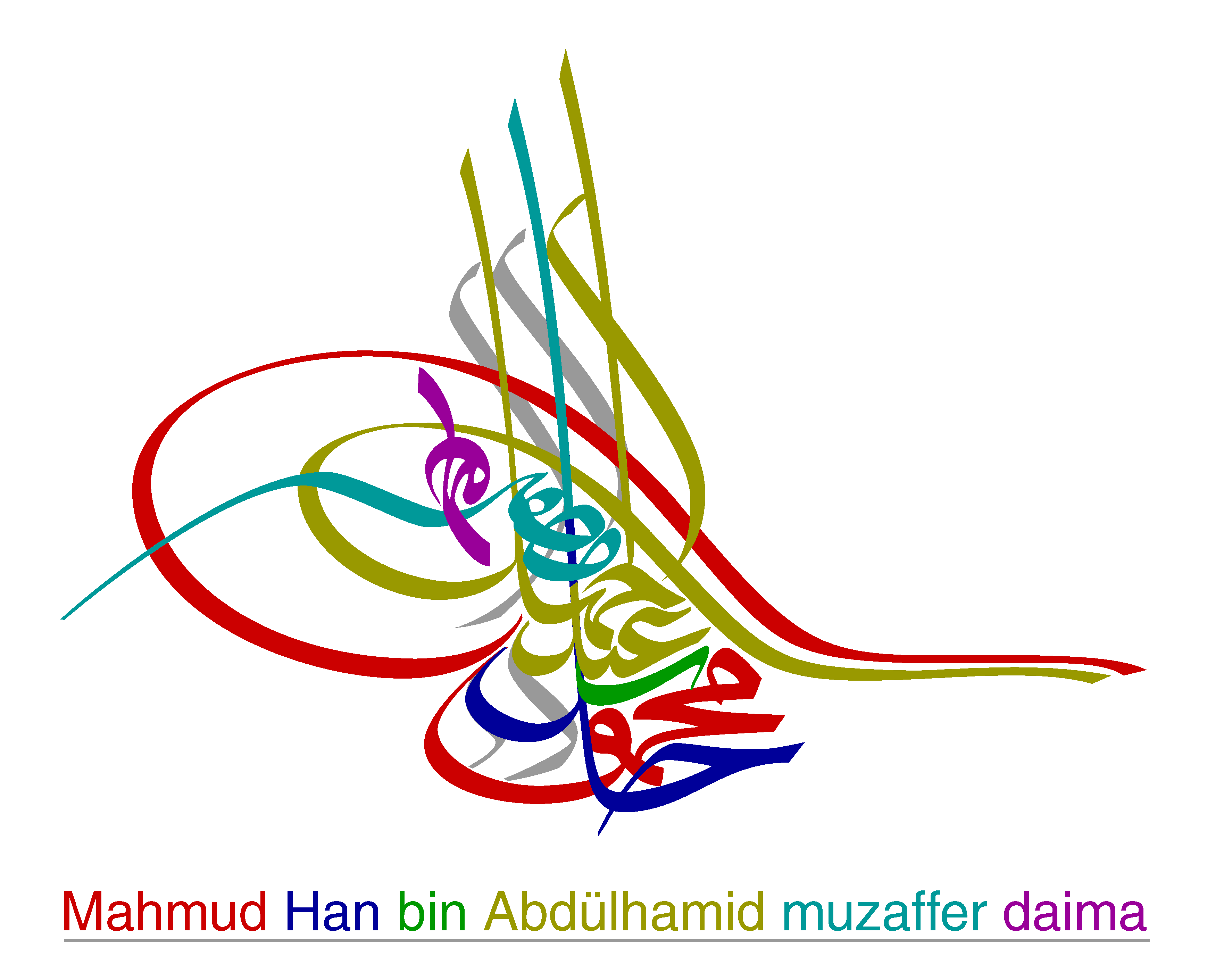
طغراء السلطان العثماني محمود الثاني (1808)
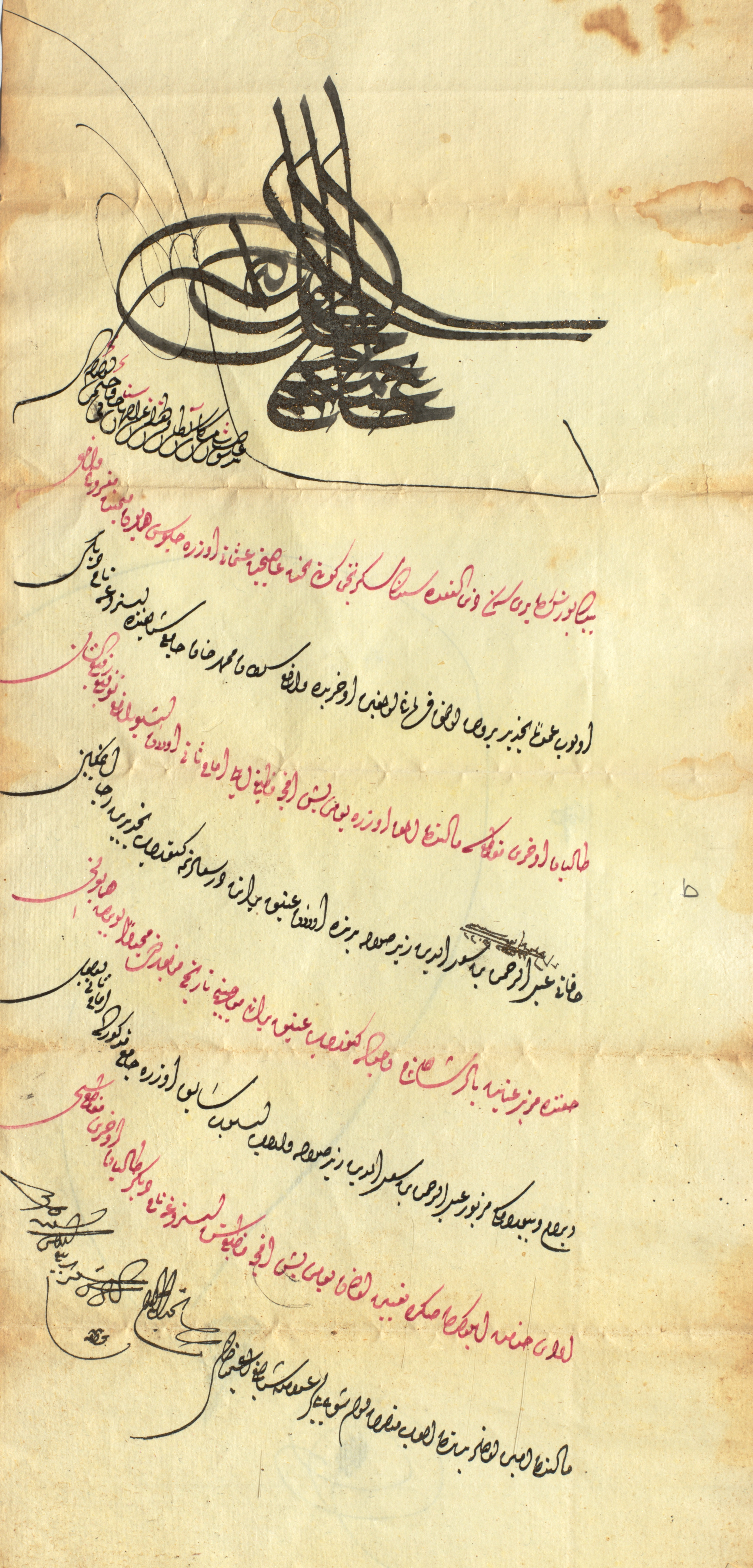
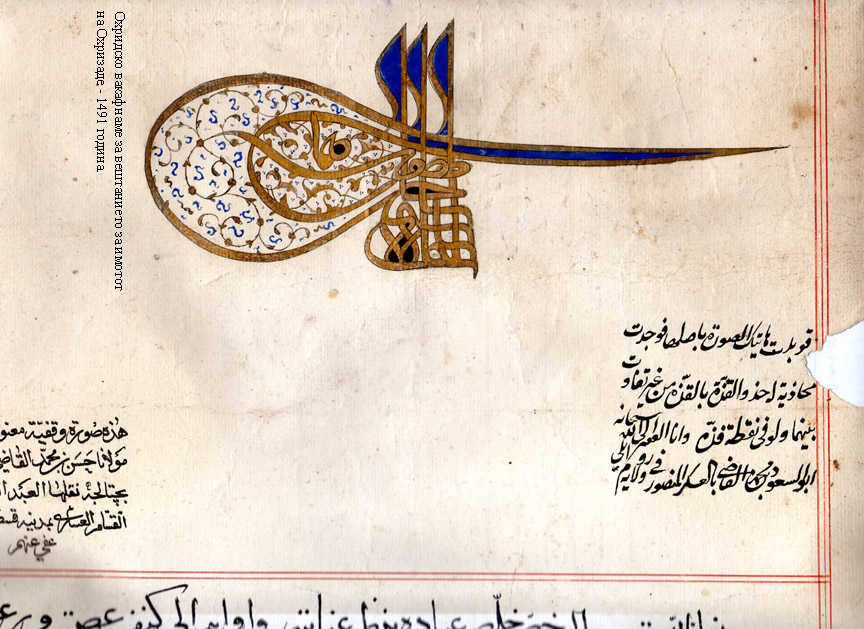
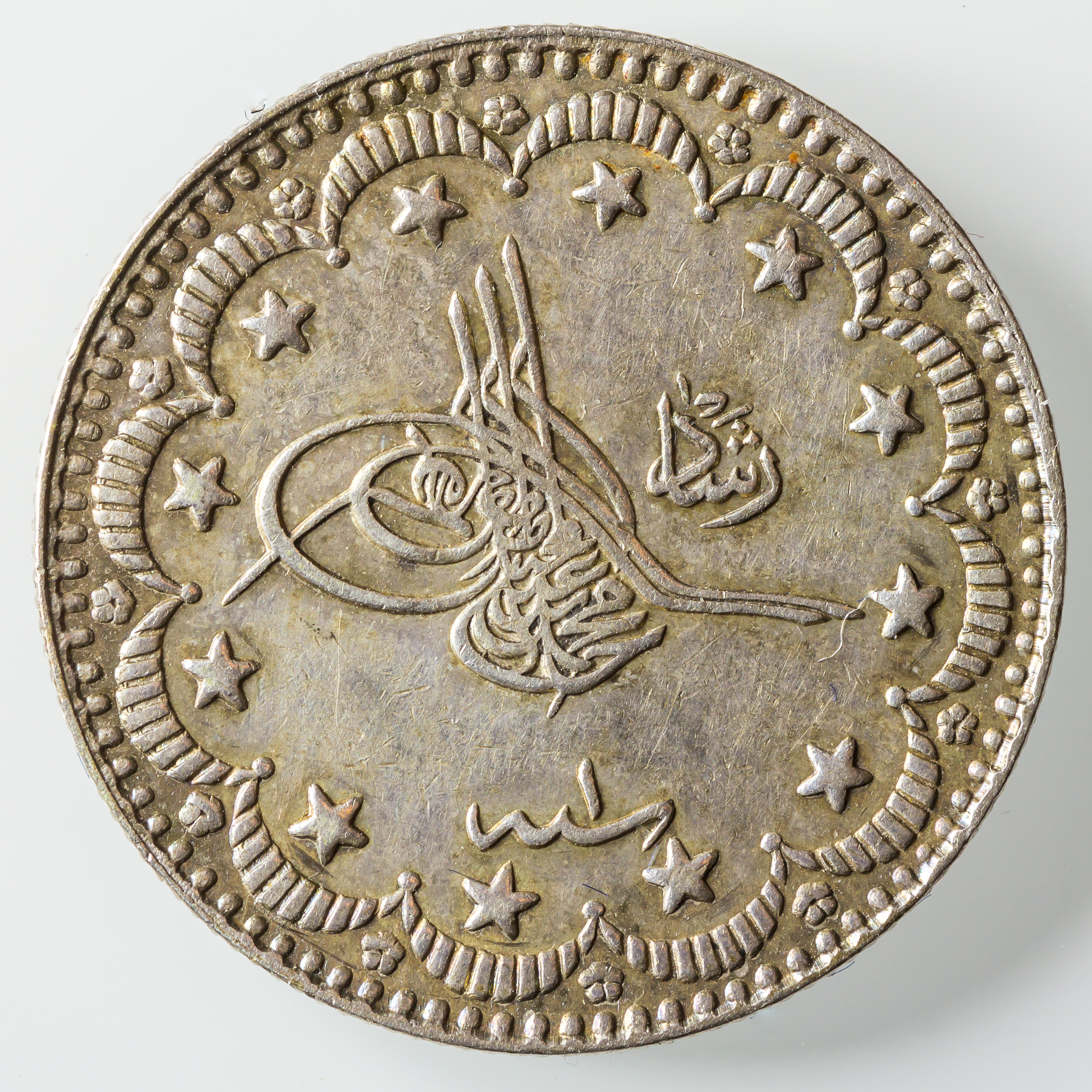
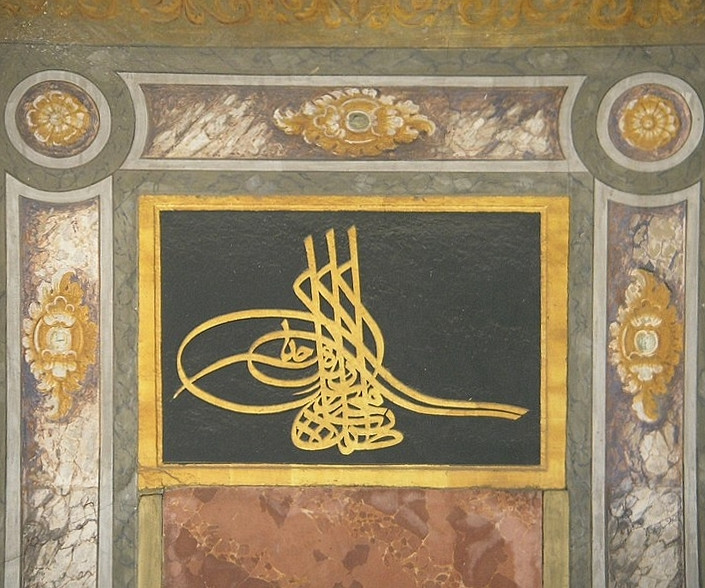
طغراء في قصر طوب قابي
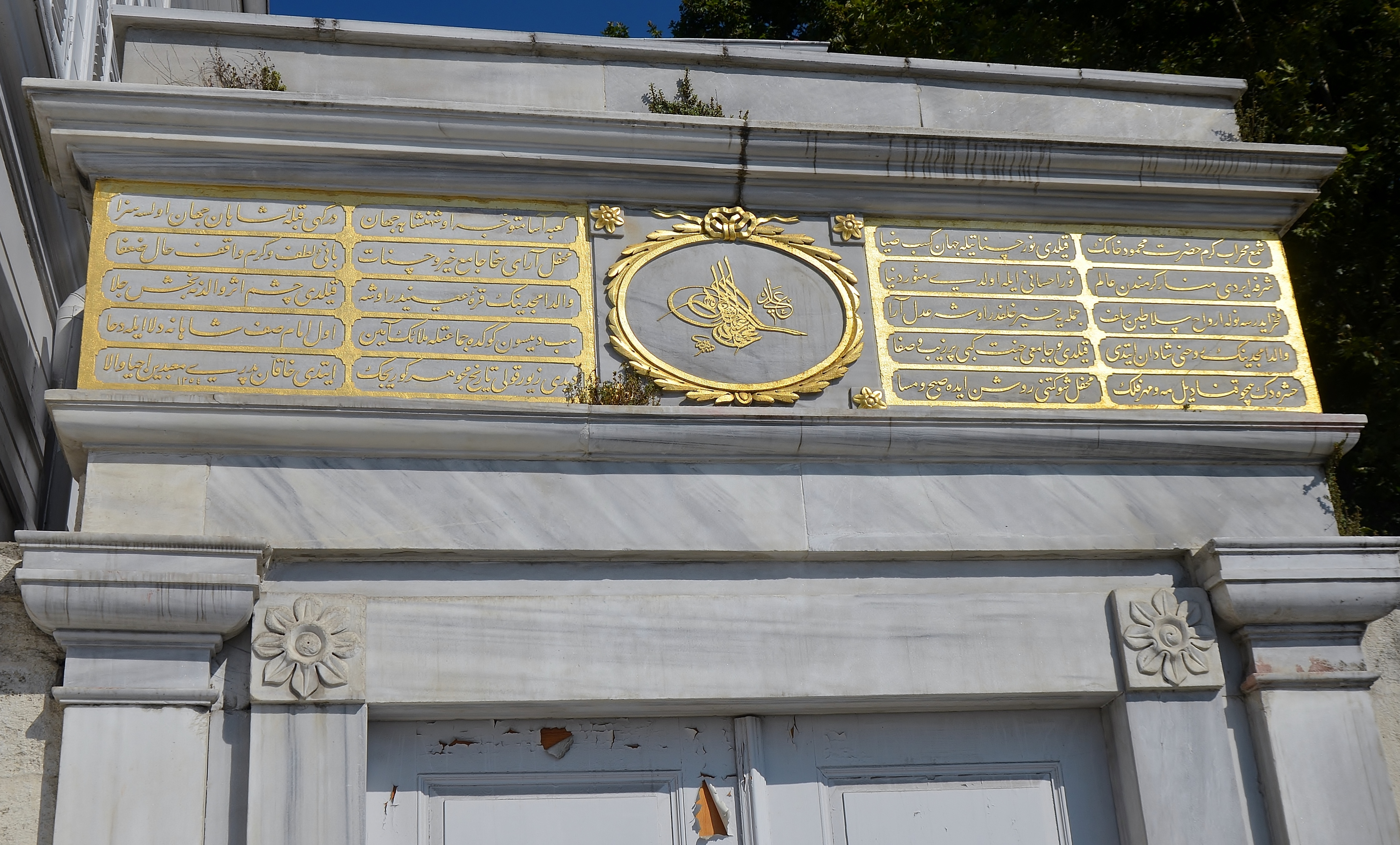
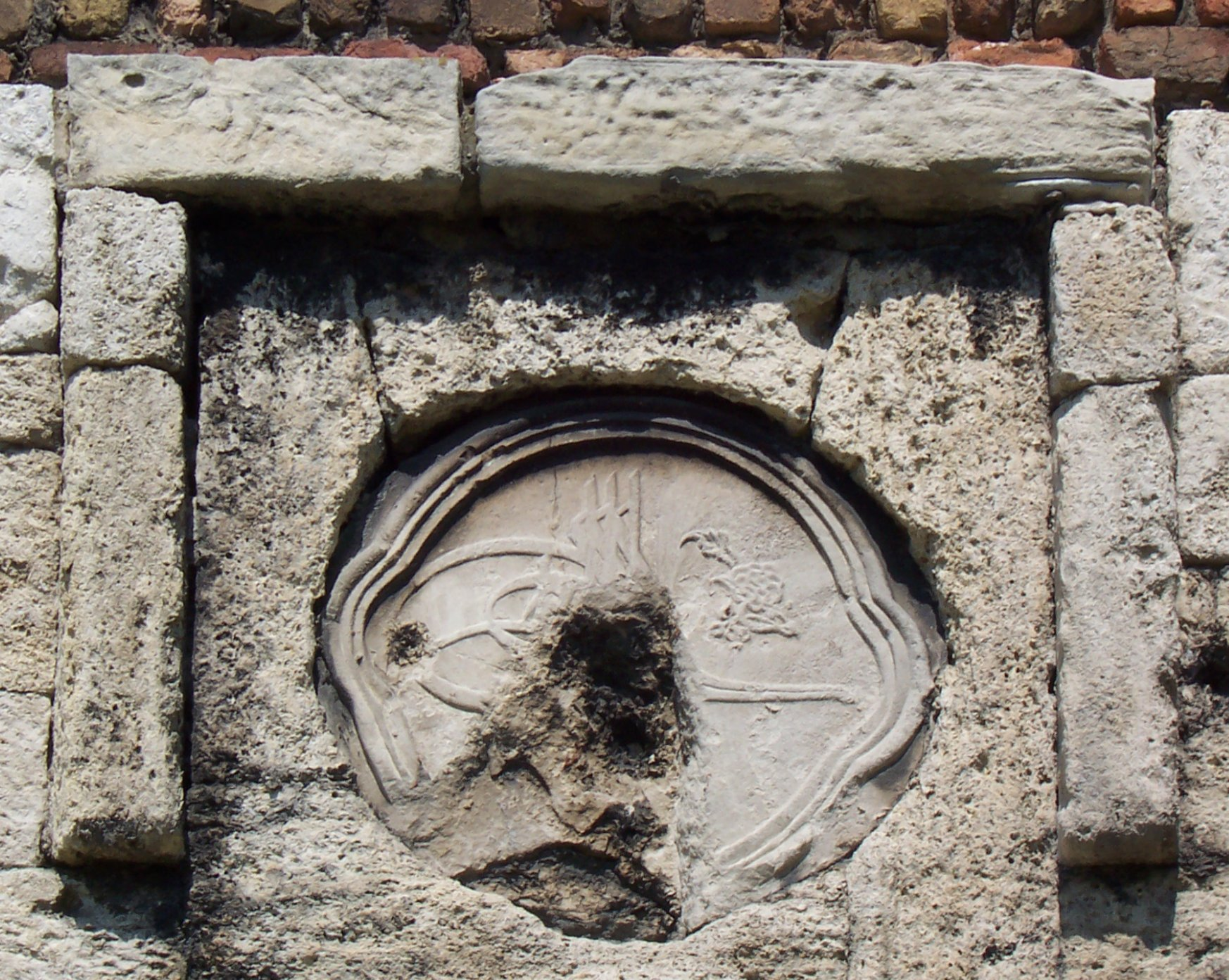
طغراء Port Gate  [لغات أخرى]‏ في بلغراد

## طغراوات أخرى
على الرغم من أن الطغراء تُعرف إلى حد كبير بالسلاطين العثمانيين، إلا أنها استخدمت أحيانًا في ولايات أخرى، مثل سلالة قاجار، والإمبراطورية الصفوية، وخانية قازان. استُخدمت الطغراء في وقت لاحق بين تتار الإمبراطورية الروسية.

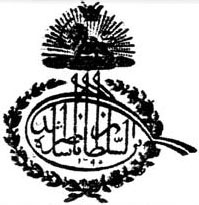
طغراء ناصر الدين القاجاري

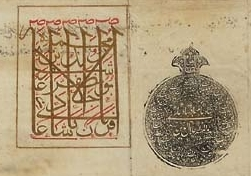
الطغراء الإمبراطورية الرسمية عند سلطنة مغول الهند.

ومن المعروف أيضًا أن أباطرة المغول استخدموا الرموز الخطية، إلى جانب العثمانيين، كانت «الطغراء» المغولية دائرية الشكل بثلاث نقاط عند طرفها، بجانب التوقيع الخطي للإمبراطور.
العملات الورقية الأفغانية من عام 1919 إلى عام 1936 كانت موجودة أيضًا في الطغراء. كان لدى باكستان نقود طغراء من عام 1947 حتى عام 1974؛ كلاهما موجودان في متحف بنك الدولة في كراتشي. نواب بهاولبور ونظام حيدر أباد كان لديهم توغرا على عملاتهم أيضًا. يمكن أن ترمز الخطوط المتدفقة إلى الامتداد الواسع لحكم سليمان وفتوحاته المستقبلية. يمكن أن يشير أيضًا إلى انتشار الإسلام إلى عوالم أخرى خارج الإمبراطورية العثمانية.

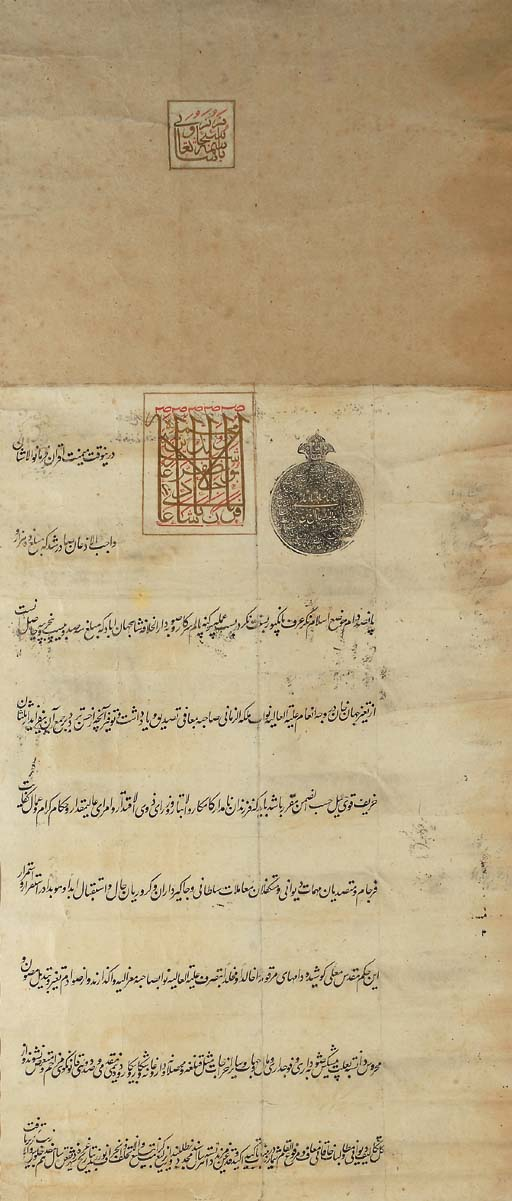
فرمان صادر من سلطان مغول الهند شاه عالم الثاني؛ يحوي طغراء سلطنة مغول الهند باللون أسود بجانب توقيع شاه عالم الثاني باللون الأحمر.